# Múlaszarvásztiváda

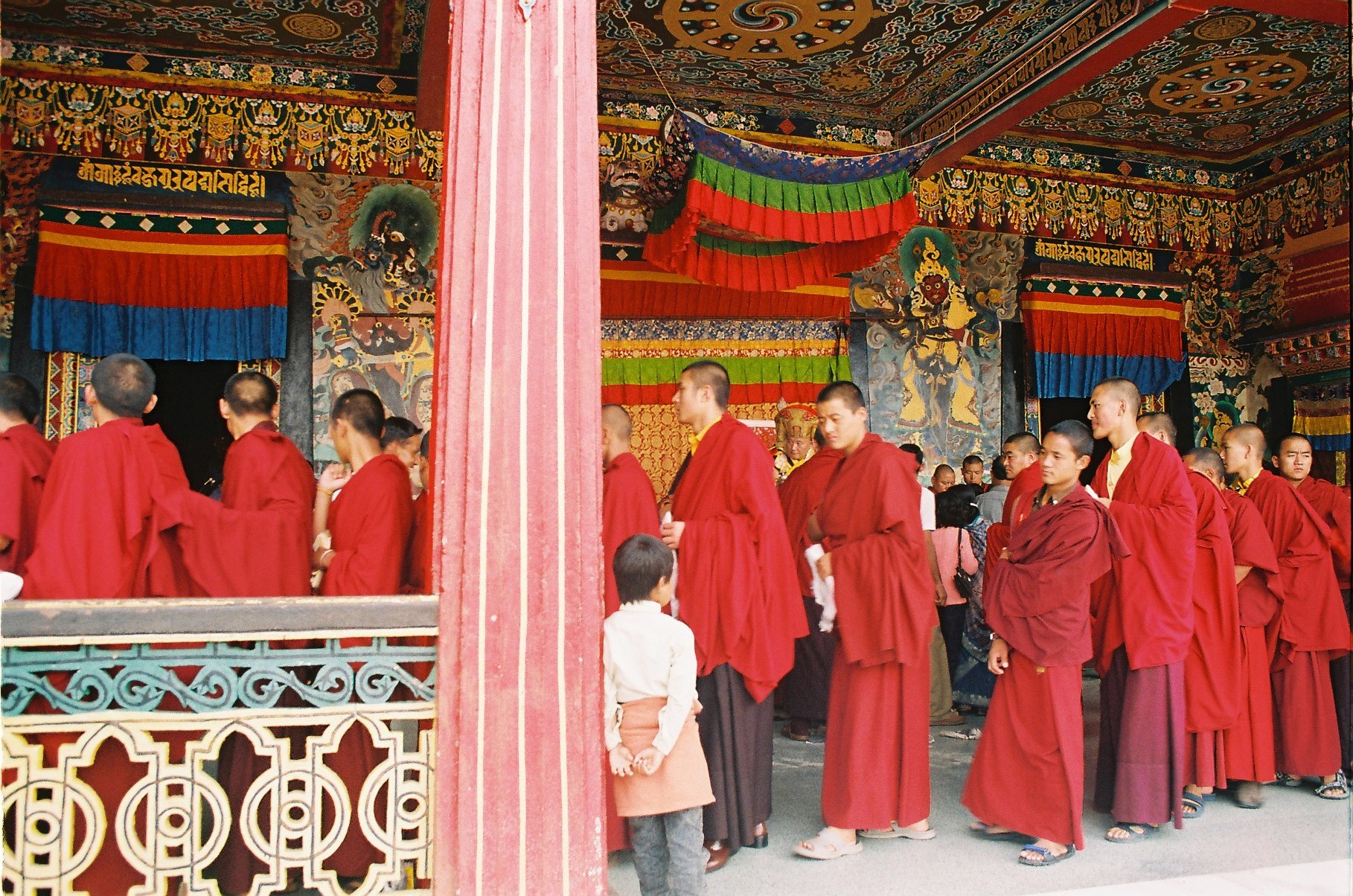
Tibeti buddhista bhikkhuk a múlaszarvásztiváda szerzetesrend hagyományvonalából

A múlaszarvásztiváda (szanszkrit: मूलसर्वास्तिवाद; kínai: 根本說一切有部, pinjin: Gēnběn Shuō Yīqièyǒu Bù) korai buddhista iskola volt az ókori Indiában. Az iskola eredete és kapcsolata a szarvásztiváda iskolával a mai napig tisztázatlan, jóllehet több magyarázó elmélet is létezik. A múlaszarvásztiváda vinaja hagyományvonalat a mai napig megőrizték a tibetiek és a mongolok.

## Története

### Indiában
A  múlaszarvásztiváda és szarvásztiváda iskolák kapcsolata vita tárgyát képezi. A mai tudósok afelé hajlanak, hogy a két iskola egymástól független. Jicsing középkori kínai szerzetes beszámolójában azt állítja, hogy a múlaszarvásztiváda a szarvásztivádából vált külön, azonban a 14. századi Buton Rincsen Drub tibeti tudós szerint a szarvásztiváda név az összes buddhista gyökériskola együttes neve volt, így mindkét iskola a tisztelet jeléül vette fel ezt a nevet. Bhikkhu Szudzsato szerint a múlaszarvásztiváda a 2. században alakult ki és a 7. században indult hanyatlásnak.

### Közép-Ázsiában
A múlaszarvásztiváda bizonyos időszakokban nagy népszerűségnek örvendett Közép-Ázsiában a különböző misszionárius tevékenységeknek köszönhetően. A tudósok a közép-ázsiai buddhista missziókat három időszakra osztják. Ezek időrend szerint a következőek voltak:
1. dharmagupta
2. szarvásztiváda és
3. múlaszarvásztiváda

### Szrívidzsajában
A 7. században Jicsing Szrividzsajában tartózkodott hét évig, amely időszak alatt szanszkrit nyelven tanult és szövegeket fordított kínai nyelvre. Beszámolójában azt írja, hogy a múlaszarvásztiváda jelentős volt a Szrividzsaja Birodalomban (ma Indonézia területén), ahol a múlaszarvásztiváda vinaját használta szinte az összes szerzetesrend. A tantárgyak, a szabályok és a szertartások is lényegében ugyanazok voltak mint Indiában. Jicsing szerint az ezeken a szigeteken élő népek javarészt "hínajána" beállítottságúak, de a dzambi királyságban mahájána tanításokat is hallani, mint például az Aszanga-féle Jogácsárabhúmi-sástra.

## Vinaja vonal
A  múlaszarvásztiváda vinaja a három életben maradt vinaja hagyományvonal egyike - a másik kettő a dharmaguptaka és a théraváda. A tibeti Ralpacsen király a buddhista szerzetesrendek hagyományvonalaira vonatkozó szabályrendszert leredukálta a múlaszarvásztiváda vinajára. Mongóliában is hasonló a helyzet, hiszen a buddhizmus Tibeten keresztül érkezett oda.
A múlaszarvásztiváda vinaja a mai napig fennmaradt tibeti (9. század) és kínai (8. század) nyelven, valamint egy része szanszkrit nyelven is.